# Erik, cor de pedra
Erik, cor de pedra (títol original en estonià, Erik Kivisüda) és un llargmetratge estonià estrenat l'octubre de 2022, basat en la novel·la Mererövlimäng de Sass Henno. Va arribar als 8.513 espectadors al cinema durant la primera setmana. S'ha doblat i subtitulat al català.

## Sinopsi
L'Erik, un nen d'onze anys, està convençut que té una pedra per cor. És per aquest motiu que no li importa no tenir veritables amics ni que els seus pares no tinguin temps per ell. La seva família es muda a un xalet que han heretat de la seva tieta Brunhilda, però, en arribar-hi, descobreixen que hi viu una altra família: la Maria i el seu pare, els quals els pares de l'Erik volen fer fora. En rebre una ordre de desnonament, la Maria posa en marxa el seu pla secret per trobar la seva desapareguda mare, la qual podrà salvar-los. Junts acaben en un fantàstic viatge a través del Món Intermedi en el qual l'Erik aprèn com n'és de difícil portar un cor de pedra.

## Repartiment
- Erik – Herman Avandi
- Maria – Florin Gussak
- Külmking – Juhan Ulfsak
- Capitana – Laura Peterson-Aardam
- Pare de la Maria – Jules Werner
- Suuvooder – Kristjan Sarv
- Mare de l'Erik – Elina Pähklimägi
- Pare de l'Erik – Hendrik Toompere jr jr
- Armin – Anti Reinthal
- Versats – Renars Kaupers
- Volask – Nero Urke
- Vell presoner – Andres Lepik

## Rodatge
El rodatge de la pel·lícula va tenir lloc al castell de Meysembourg (Luxemburg) i a la costa de Toila (Ida-Viru). El rodatge interior va tenir lloc al centre esportiu i d'oci de Haven Kakumäe (Tallinn), l'estudi Filmland (Luxemburg) i al mateix castell de Meysembourg.